# Cría (Caria)

Mapa de algunas de las ciudades griegas de Caria y de algunas islas del Dodecaneso, donde se aprecia la ubicación de Cría, en la costa meridional de Asia Menor.

Cría (en griego antiguo, Κρύα) fue una antigua ciudad griega de Caria.
Perteneció a la Liga de Delos puesto que aparece mencionada en registros de tributos a Atenas entre los años 453/2 y 438/7 a. C.
Es citada por Plinio el Viejo, que la menciona en Caria, en el distrito de Dóride, cerca del cabo Pedalio, de los ríos Glauco y Axón y de las ciudades de Dédala y Calinda. Indica que se trataba de una ciudad de refugiados.